# میزگرد روغن پالم پایدار

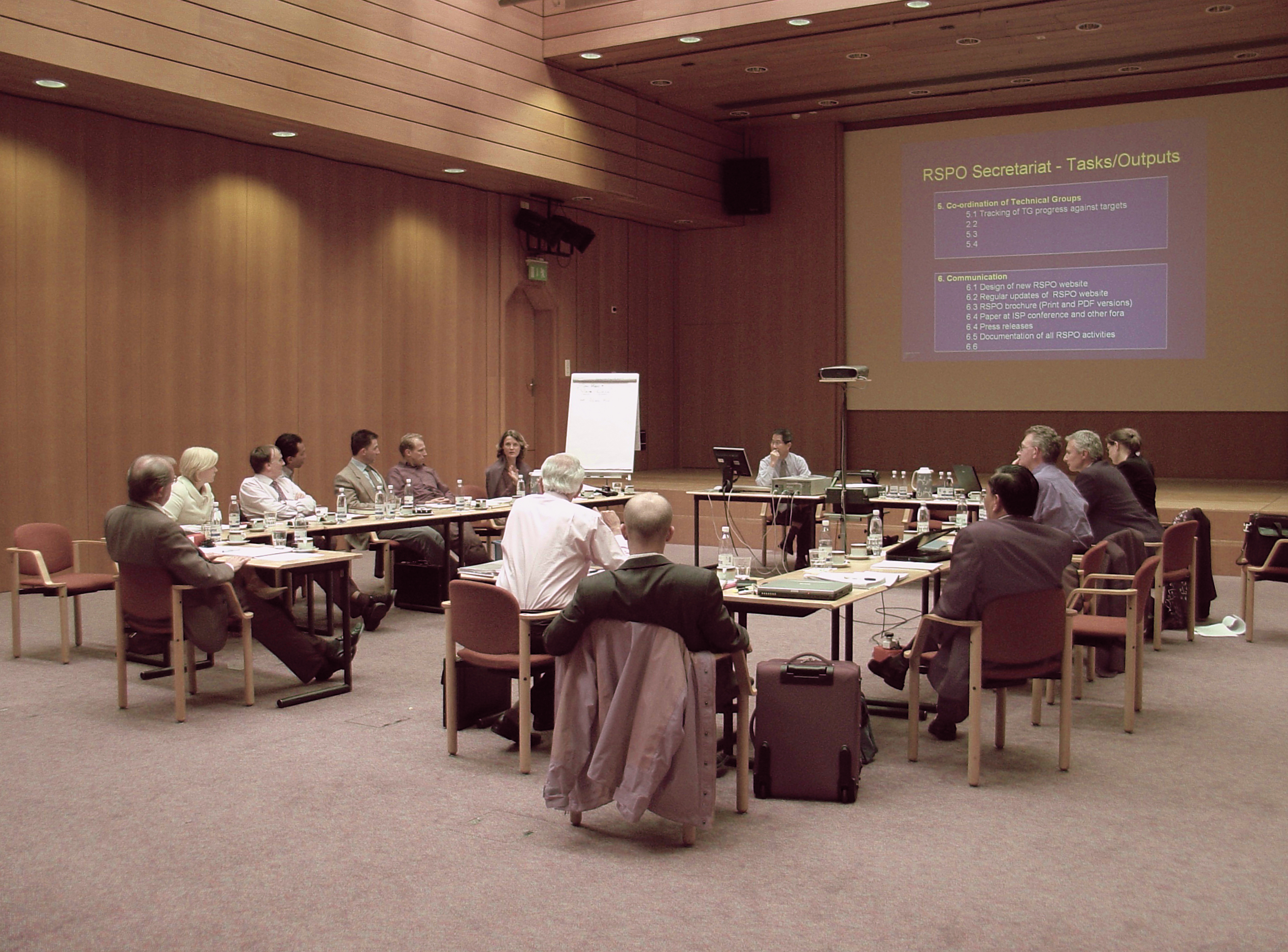
میزگرد شماره 2 (RT2) در زوریخ در سال ۲۰۰۵

میزگرد روغن پالم پایدار (RSPO) در سال ۲۰۰۴ با هدف ترویج رشد و استفاده از محصولات پایدار روغن پالم از طریق استانداردهای جهانی و حاکمیت چندجانبه تأسیس شد. مقر انجمن در زوریخ، سوئیس است، در حالی که دبیرخانه آن در حال حاضر در کوالالامپور مستقر است و یک دفتر اقماری در جاکارتا دارد. این سازمان در حال حاضر دارای ۵۶۵۰ عضو از ۹۴ کشور است.